# Talimeren Ao
Talimeren Ao (ur. 28 stycznia 1918 w Changki, zm. 13 września 1998 w Kohimie) – indyjski piłkarz. Reprezentant kraju na Letnich Igrzyskach Olimpijskich 1948.

## Biografia
Urodził się w 1918 roku w stanie Nagaland. Był synem pastora Subongwatiego Ao i jego małżonki Deikimy Doungel. Kształcił się na Cotton College of Gauhati. Potem podjął studia medyczne na RGKar Medical College, zaś praktykował w jednym ze szpitali w Kalkucie. W 1953 roku został zatrudniony jako asystent chirurga cywilnego w szpitalu w Kohimie. Był pierwszym przewodniczącym służby zdrowia Nagalandu. Funkcję tę pełnił do 1978 roku, po czym przeszedł na emeryturę. 
W latach 1943–1952 (z przerwami), występował w indyjskim klubie Mohun Bagan AC. W 1948 roku, został powołany przez trenera Balaia Dasa Chatterjeego do kadry narodowej na Letnie Igrzyska Olimpijskie 1948. W 1950 roku w finale Durand Cup, jego zespół podejmował klub Hyderabad Police. W trakcie meczu, jako zawodnik klubu Mohun Bagan, zastąpił kontuzjowanego bramkarza rywali i pomógł im zdobyć tytuł (drużyna z Hajdarabadu wygrała 1-0). W 1972 roku został członkiem Indyjskiej Rady Sportu.
Grał na pozycji pomocnika.